# غارفيلد وود
غارفيلد وود (بالإنجليزية: Garfield Wood)‏ هو رائد أعمال ومخترِع أمريكي، ولد في 4 ديسمبر 1880 في مابلتون في الولايات المتحدة، وتوفي في 19 يونيو 1971 في ميامي في الولايات المتحدة.

## وصلات خارجية
- غارفيلد وود على موقع الموسوعة البريطانية (الإنجليزية)
- غارفيلد وود على موقع قاعدة بيانات برودواي على الإنترنت (الإنجليزية)